# Кайдалово (Забайкальский край)
Кайда́лово — село в юго-восточной части Карымского района Забайкальского края России.
Население — 648 человек (2021).

## География
Расположено на реке Ингода, в месте впадения в неё рек Сикинда и Торгача. До районного центра, Карымского, 20 км. До Читы 122 км.
В состав Кайдаловского сельского поселения входят также сёла Атамановка, Усть-Нацигун и посёлок при станции Тарская.

## История
Основано в 1706 году. Жители были приписаны к Нерчинскому округу. В обязанности крестьян входило хлебопашество и обслуживание Московского тракта. В 1816 году население составляло 232 человека. В 1829 году в селе была построена деревянная церковь, в 1868 году каменная Свято-Троицкая церковь. В 1851 году крестьяне переведены в казачье сословие. Кайдалово получило статус станицы с атамановским правлением. В 1872—1918 годы станица находилась в составе 3-го военного отделения Забайкальского казачьего войска. В 1914 году, в честь цесаревича Николая, проездом побывавшего здесь в 1891 году, построена деревянная Свято-Николаевская церковь. В 1897 году рядом с Кайдалово проложена железная дорога, построен разъезд. Свыше 40 казаков станицы были награждены Георгиевскими крестами, медалями за участие в боях Русско-японской, Первой мировой войн и Китайского похода. В период Гражданской войны казаки станицы вошли в 11-й казачий полк белых. В 1929 году организована коммуна «Партизан» (впоследствии ставшая колхозом «Забайкалец») и промартель «Селькирпич», где занимались обжигом извести, изготовлением кирпича, действовали гончарный, сапожный и трикотажный цеха. В 1936 году создана Кайдаловская машинно-тракторная станция с центром в Урульге. К концу 1950-х годов в Кайдалово появилась местная электростанция. Колхоз имел сад, свинарник, птичник, три мельницы, больницу, Дом культуры, были построены новые дома, десятилетняя школа. В конце 1980-х годов колхоз прекратил деятельность. В 1996 году вновь открыта Свято-Троицкая церковь.

## Население
| 1816 | 2002 | 2010 | 2021 |
| ---- | ---- | ---- | ---- |
| 232  | ↗786 | ↗872 | ↘648 |

## Инфраструктура
Железнодорожная станция, дорожно-эксплуатационное управление, средняя школа, дом культуры, фельдшерско-акушерский пункт.